# Marc Serrano
Marc Serrano (Nimes, 26 de abril de 1978) es un matador francés.

## Biografía
Salió de la escuela taurina de Nimes, participó en su primera novillada sin picadores el 19 de agosto de 1993  en  Saintes-Maries-de-la-Mer con becerros de la ganadería del Luc y Marc Jalabert en compañía de Ludovic Lelong "Luisito" y Charlie Laloë "El Lobo". Su primera novillada picada tiene lugar en Arnedo (La Rioja).
Tomó la alternativa el 8 de junio de 2000 en Nimes  ante el toro Fusilero, número 9 de la ganadería de Celestino Cuadri, con El Zotoluco como padrino y de testigo José Luis Moreno.
El  20 de agosto de 2000, se presenta como matador de toros en España, en Benalmádena, provincia de Málaga, (Andalucía) en compañía de El Cid.
Toreando especialmente en Francia, donde ha triunfado en varias arenas de primera categoría, es apreciado igualmente en España para su técnica, pero no alcanza  el nivel de figura internacional. No obstante logró posicionarse en el escalafón : en 2009 figuraba el 85.º  con 12 toros lidiados; en 2012, remontaba a la 68.º  con 15 toros combatidos. 
Ha sido gravemente herido en junio de 2011 en Nimes.
Forma parte  de la Asociación de Matadores de Toros Franceses (AMTF), presidida  por Morenito de Nimes, y que tiene como miembros fundadores a Swan Soto, Charlie Laloë "El Lobo", Juan Bautista, Sebastián Castella (portavoz del Sudeste), Julien Lescarret (secretario), Julien Miletto, Mehdi Savalli, Jérémy Banti (tesorero), Jonathan Veyrunes, Camille Juan, Román Pérez, Marco Leal, Thomas Joubert, Patrick Oliver y Thomas Dufau (portavoz del Suroeste).